# Виза
Вижте пояснителната страница за други значения на Виза.
Виза произлиза от carta visa на латински език и представлява документ, издаден от държавата, даваща достъп на дадено лице до територията си за определен период от време и при спазването на определени цели на пътуването. Много държави изискват валиден паспорт и виза, за да разрешат достъп на чужди граждани до територията си.
Българските граждани могат да пътуват безвизово до почти всички държави в Европа, както и много държави в Южна Америка и Азия.

## Специфика по държави

### САЩ

#### Имигрантска виза
Имигрантската виза (зелена карта) се издава на три основни принципа: 

виза на основа работа

виза на основа на семейство

виза на основа Програмата за разнообразяване на имигрантския поток

Имигрантската виза дава възможност на хора извън САЩ да пребивават законно в страната с право да влизат и излизат от страната по всяко време.

##### Виза на основа работа
Тази виза се издава посредством форма I-140, подадена от щатски работодател към Службата за гражданство и имиграция на САЩ с цел законно пребиваване в страната на негов служител.

##### Виза на основа семейство
Подавана в Службата за гражданство и имиграция на САЩ чрез форма I-130, тази виза позволява пребиваването на гражданин в САЩ, ако е сключил законен брак със законен гражданин на страната.

#### Неимигрантска виза
Дори когато чужденец влиза в САЩ с цел временно пребиваване, има нужда от издадена виза за определената цел. Неимигрантските визи са няколко вида:

с цел туризъм

с цел лечение

с цел временна работа

с цел образование

Според закона на САЩ кандидатстващите за неимигрантска виза трябва да предоставят доказателство за пребиваването си и да покажат, че нямат намерение да имигрират там. Издаването на неимигрантски визи е силно индивидуално – на двама кандидатстващи за един и същи тип виза може да им бъдат изискани различни документи и да им бъдат зададени различни въпроси.

### Русия

#### Туристическа виза
Издава се, когато чужденец желае да посети Русия като туристическа дестинация.

#### Работна виза
Когато някой желае да работи в страната, му е необходима работна виза.

#### Шофьорска виза
Шофьорската виза се издава на шофьори, осъществяващи товарни превози.

#### Делова виза
Делова виза е необходима, когато чужд гражданин влиза в Руската федерация с делова цел.

#### Визи за журналиста
За да бъде издадена виза на гражданина, той трябва да предостави журналистическа карта и командировъчно удостоверение или писмо от работодателя до посланика на Русия.

#### Учебна виза
Учебна виза се издава на чужденец, който желае да се обучава на територията на Руската федерация.

#### Частна виза
Частна виза се издава за срок до 3 месеца на чужденци, които влизат в Русия с цел гостуване въз основа на покана от Федералната миграционна служба.

#### Хуманитарна виза
Когато чужденец влиза в Русия с цел осъществяване на научни, културни, обществено-политически или спортни дейности, му се издава хуманитарна виза.

#### Транзитна виза
Транзитна виза се издава тогава, когато чуждестранен гражданин трябва да премине транзитно през територията на Русия.

#### Електронна виза
Електронна виза се издава безплатно за посещение на определени региони в Русия.